# Botryonopa ingens
Botryonopa ingens is een keversoort uit de familie bladkevers (Chrysomelidae). De wetenschappelijke naam van de soort werd in 1904 gepubliceerd door Raffaello Gestro.